# Abdelkader Bedrane
Abdelkader Bedrane (ar. عبد القادر بدران; ur. 2 kwietnia 1992 w Al-Bulajdzie) – algierski piłkarz grający na pozycji środkowego obrońcy. Od 2022 jest piłkarzem klubu Damac FC.

## Kariera piłkarska
Swoją piłkarską karierę Bedrane rozpoczął w klubie USM Blida. W sezonie 2012/2013 zadebiutował w jego barwach w drugiej lidze algierskiej. W sezonie 2014/2015 wywalczył z nim awans do pierwszej ligi. W klubie tym grał do końca sezonu 2015/2016.
Latem 2016 Bedrane przeszedł do ES Sétif, w którym zadebiutował 20 sierpnia 2016 w zremisowanym 2:2 wyjazdowym meczu z CS Constantine. W sezonie 2016/2017 wywalczył z nim mistrzostwo Algierii. Grał w nim do końca sezonu 2018/2019.
Larem 2019 roku Bedrane został piłkarzem tunezyjskiego Espérance Tunis. Swój debiut w nim zaliczył 24 sierpnia 2019 w wygranym 1:0 wyjazdowym meczu z US Tataouine. W sezonach 2019/2020 i 2020/2021 wywalczył z nim dwa mistrzostwa Tunezji.
| Sezon   | Klub            | Kraj     | Rozgrywki         | Mecze | Gole |
| ------- | --------------- | -------- | ----------------- | ----- | ---- |
| 2012/13 | USM Blida       | Algieria | Ligue 2           | 8     | 0    |
| 2013/14 | USM Blida       | Algieria | Ligue 2           | 27    | 2    |
| 2014/15 | USM Blida       | Algieria | Ligue 2           | 28    | 2    |
| 2015/16 | USM Blida       | Algieria | Première Division | 29    | 3    |
| 2016/17 | ES Sétif        | Algieria | Première Division | 26    | 1    |
| 2017/18 | ES Sétif        | Algieria | Première Division | 20    | 1    |
| 2018/19 | ES Sétif        | Algieria | Première Division | 20    | 1    |
| 2019/20 | Espérance Tunis | Tunezja  | CLP-1             | 15    | 1    |
| 2020/21 | Espérance Tunis | Tunezja  | CLP-1             | 16    | 2    |

## Kariera reprezentacyjna
W reprezentacji Algierii Bedrane zadebiutował 12 sierpnia 2017 w przegranym 1:2 meczu Mistrzostw Narodów Afryki 2018 z Libią, rozegranym w Konstantynie. W 2022 roku został powołany do kadry na Puchar Narodów Afryki 2021. Zagrał na nim w dwóch meczach grupowych: ze Sierra Leone (0:0) i z Wybrzeżem Kości Słoniowej (1:3).